# 樽井
樽井（たるい）は、大阪府泉南市の地名。現行行政地名は樽井一丁目から樽井九丁目及び大字樽井。本項では同地域にかつて存在した泉南郡樽井村（たるいむら）・樽井町（たるいちょう）についても記す。

## 地理
泉南市の中心部をなす地域で、泉南市役所の所在地である。東で岡田・鳴滝・信達牧野・信達市場、西で男里、南で馬場、北でりんくう南浜に接する。北端を南海本線が横断して樽井駅が所在し、南西から北東へ直角に大阪府道・和歌山県道63号泉佐野岩出線の新道・旧道が通過する。南海本線と並行して大阪府道250号鳥取吉見泉佐野線が横断、府道63号旧道が南西から北東へ直角に曲がる樽井交差点で西（阪南市方面）から大阪府道204号堺阪南線、北（樽井駅）から大阪府道255号樽井停車場樽井線が接続する。一部の区域で住居表示が実施され、大字樽井は飛地状に散在する。

### 池
- 君ヶ池
- 本田池
- 新池
- 谷口池

## 歴史
幕末時点では日根郡樽井村であった。岸和田藩領。
岸和田藩は領内の民政に関して「七人庄屋」という制度を設けていたが、このうちの1人として樽井村の脇田家が任ぜられていた。

### 沿革
- 1871年（明治4年）
  - 7月14日 - 廃藩置県により岸和田県の管轄となる。
  - 11月22日 - 第1次府県統合により全域が堺県の管轄となる。
- 1881年（明治14年）2月7日 - 第2次府県統合により大阪府の管轄となる。
- 1889年（明治22年）4月1日 - 町村制の施行により、樽井村が単独で自治体として発足。
- 1896年（明治29年）4月1日 - 所属郡が泉南郡に変更。
- 1940年（昭和15年）4月1日 - 樽井村が町制施行して樽井町となる。
- 1956年（昭和31年）9月30日 - 樽井町が新家村、信達町、西信達村、鳴滝村、雄信達村と合併して泉南町が発足。同日樽井町廃止。泉南町大字樽井となる。
- 1970年（昭和45年）7月1日 - 泉南町が市制施行して泉南市となる。

## 世帯数と人口
2020年（令和2年）4月30日現在（泉南市発表）の世帯数と人口は以下の通りである。
| 大字・丁目 | 世帯数    | 人口     |
| ---------- | --------- | -------- |
| 樽井       | 98世帯    | 242人    |
| 樽井一丁目 | 179世帯   | 446人    |
| 樽井二丁目 | 610世帯   | 1,409人  |
| 樽井三丁目 | 614世帯   | 1,394人  |
| 樽井四丁目 | 741世帯   | 1,759人  |
| 樽井五丁目 | 588世帯   | 1,248人  |
| 樽井六丁目 | 459世帯   | 1,020人  |
| 樽井七丁目 | 692世帯   | 1,672人  |
| 樽井八丁目 | 703世帯   | 1,224人  |
| 樽井九丁目 | 340世帯   | 750人    |
| 計         | 5,024世帯 | 11,164人 |

### 人口の変遷
国勢調査による人口の推移。
| 1995年（平成7年）  | 9,721人  | [ 5 ] |  |
| 2000年（平成12年） | 11,424人 | [ 6 ] |  |
| 2005年（平成17年） | 11,279人 | [ 7 ] |  |
| 2010年（平成22年） | 11,194人 | [ 8 ] |  |
| 2015年（平成27年） | 10,895人 | [ 9 ] |  |

### 世帯数の変遷
国勢調査による世帯数の推移。
| 1995年（平成7年）  | 3,346世帯 | [ 5 ] |  |
| 2000年（平成12年） | 4,124世帯 | [ 6 ] |  |
| 2005年（平成17年） | 4,144世帯 | [ 7 ] |  |
| 2010年（平成22年） | 4,331世帯 | [ 8 ] |  |
| 2015年（平成27年） | 4,314世帯 | [ 9 ] |  |

## 事業所
2016年（平成28年）現在の経済センサス調査による事業所数と従業員数は以下の通りである。
| 大字・丁目 | 事業所数  | 従業員数 |
| ---------- | --------- | -------- |
| 樽井       | 12事業所  | 120人    |
| 樽井一丁目 | 48事業所  | 812人    |
| 樽井二丁目 | 93事業所  | 542人    |
| 樽井三丁目 | 43事業所  | 325人    |
| 樽井四丁目 | 58事業所  | 338人    |
| 樽井五丁目 | 91事業所  | 407人    |
| 樽井六丁目 | 69事業所  | 583人    |
| 樽井七丁目 | 34事業所  | 453人    |
| 樽井八丁目 | 15事業所  | 234人    |
| 樽井九丁目 | 30事業所  | 191人    |
| 計         | 493事業所 | 4,005人  |

## 交通

### 鉄道
南海電気鉄道
- 南海本線 - 樽井駅が設置されている。

### バス
南海ウイングバス
- イオン砂川線
  - 763系統：砂川駅前 - 泉南市役所前 - イオンモールりんくう泉南
  - 764系統：砂川駅前 - 泉南市役所前 - 樽井駅前 - イオンモールりんくう泉南

和歌山バス那賀
- 岩出樽井線
  - 特急1：樽井駅前 - 泉南市役所前 - 砂川駅前 - 根来さくらの里 - 岩出図書館前 - 根来 - JR岩出駅前
  - 特急2：樽井駅前 - 泉南市役所前 - 砂川駅前 - 根来さくらの里 - 根来寺 - 近畿大学 - 根来 - JR岩出駅前

泉南市コミュニティバス（さわやかバス）
ほぼ全路線が樽井駅発着。

### 道路
- 国道26号
- 大阪府道・和歌山県道63号泉佐野岩出線
- 大阪府道204号堺阪南線
- 大阪府道250号鳥取吉見泉佐野線（孝子越街道）
- 大阪府道255号樽井停車場樽井線

## 施設
- 泉南市役所
- 泉南市立泉南中学校
- あいぴあ泉南（総合福祉センター）
- 野上病院（以上、一丁目）
- 泉南市民体育館
- 大阪府立りんくう翔南高等学校（以上、二丁目）
- 樽井第二老人集会場（三丁目）
- 泉南市立樽井小学校
- 樽井地区講堂
- 樽井八反集会所（以上、四丁目）
- 泉南樽井郵便局
- 泉南自動車教習所
- 茅渟神社
- 受法寺
- 専徳寺（以上、五丁目）
- 樽井保育所
- 樽井区民センター
- 泉南樽井住宅
- JA大阪泉州樽井
- 東洋クロス本店・樽井事業所（以上、六丁目）
- 樽井東集会所（七丁目）
- 泉南郵便局
- 前畑住宅
- 鳴滝第1保育所
- 巴里紡績（以上、八丁目）
- 鳴滝簡易郵便局（九丁目）
- 泉南市中央浄水場（大字樽井）

## その他

### 日本郵便
- 郵便番号 : 590-0521[3]（集配局：泉南郵便局[11]）。